# Diosmina
La diosmina è una molecola appartenente alla famiglia dei flavonoidi. È un farmaco flebotropico utilizzato come vasoprotettore in tutte quelle patologie nella quale si evidenzia un deficit delle strutture dei vasi sanguigni, ad esempio nell'insufficienza venosa cronica, nella malattia emorroidale acuta e cronica e come terapia adiuvante dopo l'emorroidectomia. A seconda della legislazione vigente nei diversi stati, diosmina può essere venduta sotto prescrizione medica (come avviene in Italia ed in alcuni paesi europei), o come integratore alimentare come negli Stati Uniti ed in buona parte d'Europa. In Italia la molecola è venduta anche come integratore ma solo a bassi dosaggi. Gli studi clinici non sono stati conclusivi e fino ad oggi nessuna review è stata pubblicata sul suo uso nelle vasculopatie.

L'aglicone della diosmina è la diosmetina. In Italia il farmaco è venduto dalla società farmaceutica Pharmaday Pharmaceutical  con il nome commerciale di Venosmine e da altre società come medicinale equivalente
Studi effettuati sui ratti diabetici hanno evidenziato che diosmina è efficace nel trattare l'iperglicemia. È stato anche ipotizzato che diosmina potrebbe avere un ruolo nel trattamento di alcune malattie neurodegenerative, come la malattia di Alzheimer, e la sua attività anti-infiammatoria ed anti-apoptotica è stata dimostrata nelle cellule neuronali, in vitro.

## Farmacodinamica
Diosmina agisce a livello della parete dei vasi di capacitanza, prolunga l'effetto vasocostrittore della noradrenalina, ripristinando un normale tono venoso e  riducendo la capacitanza, la distensibilità e la stasi.  Questa azione incrementa il ritorno venoso e ciò riduce l'ipertensione venosa. A livello di microcircolo, e particolarmente sui capillari, il farmaco agisce incrementando la resistenza e riducendo la permeabilità dei vasi. Diosmina inoltre aumenta il drenaggio linfatico mediante l'incremento della frequenza e dell'intensità delle contrazioni linfatiche, aumentando la funzionalità della rete capillare linfatica.
Il farmaco riduce l'espressione delle molecole di adesione (quali la ICAM1, VCAM1), inibendo l'adesione, la migrazione e l'attivazione dei leucociti a livello dei capillari. Ciò induce una netta diminuzione nel rilascio dei mediatori dell'infiammazione, principalmente radicali liberi d'ossigeno e prostaglandine (PGE2, PGF2a)..

## Farmacocinetica
Dopo somministrazione per via orale diosmina è rapidamente assorbita dal tratto gastrointestinale. La concentrazione plasmatica massima (Cmax)viene raggiunta dopo 2-4 ore (Tmax) dalla somministrazione.

## Tossicologia
Diosmina sulla base delle prove tossicologiche effettuate, risulta praticamente priva di tossicità per somministrazione unica.
La DL50 nel ratto è pari a 4000 mg/kg per os e 2000 mg/kg per via intraperitoneale. La DL50 nel topo è stata di 2000 mg/kg per os e 2000 mg/kg per via intraperitoneale.

## Usi clinici
Viene utilizzato per il trattamento degli stati di fragilità dei vasi sanguigni. Trova perciò applicazione nell'insufficienza venosa cronica, nella terapia contro le emorroidi (sia negli attacchi acuti che cronici, sia esterne che interne), nella terapia post operatoria di emorroidectomia per ridurre il sanguinamento. Nel controllo delle emorroidi può essere affiancata dall'esperidina. In generale viene utilizzata per curare o prevenire gli stati di fragilità capillare (tra cui ecchimosi, ematomi, porpora, emorragie delle gengive).

## Effetti collaterali ed indesiderati
Diosmina assunta alle dosi consigliate risulta generalmente ben tollerata. Raramente nel corso del trattamento si verificano effetti avversi. Sono stati comunque segnalati casi di epigastralgia, nausea, diarrea, e sindrome vertiginosa sempre di entità modesta e tale da non richiedere l'interruzione della terapia.

## Controindicazioni
L'unica reale ed effettiva controindicazione alla assunzione di diosmina è rappresentata dalla ipersensibilità nota verso il principio attivo oppure uno qualsiasi degli eccipienti della formulazione farmaceutica.

## Dosi terapeutiche
La dose consigliata negli adulti è pari a  300 mg ogni 12 ore, a intervalli regolari. In condizioni particolari (flebiti acute, crisi emorroidali, fragilità capillari acute con complicanze emorragiche) la posologia può essere tranquillamente incrementata fino ad un  dosaggio doppio rispetto a quello usuale. Quando siano stati raggiunti i risultati desiderati, dopo un periodo di mantenimento di almeno 2 - 6 settimane, si può iniziare a diminuire la posologia fino al raggiungimento di una dose di mantenimento di 150 mg 2 volte al giorno.

## Interazioni
- Clorzoxazone, diclofenac, farmaci substrato della glicoproteina-P, metronidazolo: alcuni studi clinici di interazione hanno evidenziato che diosmina è in grado di inibire il metabolismo di questi farmaci determinando perciò un aumento del loro picco plasmatico e dell'AUC.
- Warfarin: la terapia di associazione con diosmina sembra essere senza rischio. Rimane comunque opportuno monitorare segni e sintomi (ad esempio cefalea) riconducibili a emorragia intracranica.

## Gravidanza e allattamento
Studi sperimentali effettuati sul ratto e sul coniglio durante il periodo organogenetico della gravidanza, con dosaggi fino a 100 mg/kg/die, non hanno evidenziato alcuna attività teratogena né tossicità fetale.
Non esistono studi clinici che mettano in evidenza effetti dannosi sul feto o più in generale sulla donna gravida. Si ritiene tuttavia precauzionalmente opportuno evitare la somministrazione di diosmina nel primo trimestre di gravidanza.

## Avvertenze
Bambini: sulla base delle scarse informazioni disponibili in letteratura, l'uso della diosmina nei pazienti pediatrici non è raccomandato.
Fruttosio: la presenza di fruttosio fra gli eccipienti controindica la specialità medicinale in caso di fruitori con intolleranza ereditaria al fruttosio.